# ナチョ・メンデス
ナチョ・メンデス（Nacho Méndez）ことイグナシオ・メンデス＝ナビア・フェルナンデス（	Ignacio Méndez-Navia Fernández、1998年3月30日 - ）は、スペイン・ルアンコ出身のサッカー選手。ジョホール・ダルル・タクジムFC所属。ポジションはMF。

## クラブ経歴
2010年にスポルティング・デ・ヒホンの下部組織に加入し、2017-18シーズンにBチームへと昇格した。
2017年4月26日、クラブとの契約を2019年まで延長すると、シーズンが開幕した8月27日、CDルーゴとのリーグ戦にてトップチームデビューを果たした。12月には契約をさらに2021年まで延長し、同時にトップチーム登録になった。
2020年10月8日、ヒホンとの契約を2025年まで延長した。
2025年6月30日、契約満了により13歳の頃から所属していたスポルティング・デ・ヒホンを退団。ヒホンではトップチームで公式戦218試合に出場し17ゴールを挙げた。
2025年7月9日、マレーシアのジョホール・ダルル・タクジムFCへの加入が発表された。

## 代表経歴
スペイン出身であるが、祖母がペナン州出身のマレーシア人であり、他にキューバにもルーツを持つ。2025年7月9日のジョホール・ダルル・タクジムFC加入時点においてマレーシアへの帰化手続きを終えようとしている段階である。手続きが順調に進めばマレーシア代表が招待参加する8月のCAFAネーションズカップで代表入りする見込みである。